# 托特新村
托特新村（匈牙利語：Tótújfalu）是匈牙利绍莫吉州所辖的一个村。总面积13.27平方公里，总人口197，人口密度14.8人/平方公里（2011年1月1日）。